# Through Chasm, Caves and Titan Woods
Through Chasm, Caves and Titan Woods — мини-альбом, первая студийная работа норвежской блэк-метал-группы Carpathian Forest. Был выпущен в 1995 году на CD и ограниченным тиражом на 12" пластинках.

## Об альбоме
Текст третьего трека — это первые две строфы стихотворения Эдгара Аллана По «Ворон». Название взято из другого стихотворения По, «Страна сновидений» (Dreamland, 1844). В оформлении альбома использованы работы норвежского художника Теодора Киттельсена.
Картина Киттельсена, использованная в качестве обложки, уже была использована Сатиром для оформления альбома Fjelltronen своего соло-проекта Wongraven. Альбом Сатира вышел также в 1995 году, но опередил выпуск Through Chasm, Caves and Titan Woods.

## Список композиций
| №                   | Название                                          | Длительность |
| ------------------- | ------------------------------------------------- | ------------ |
| 1.                  | «Carpathian Forest»                               | 2:27         |
| 2.                  | «The Pale Mist Hovers Towards the Nightly Shores» | 2:56         |
| 3.                  | «The Eclipse / The Raven»                         | 3:42         |
| 4.                  | «When Thousand Moons Have Circled»                | 4:00         |
| 5.                  | «Journey Through the Cold Moors of Svarttjern»    | 5:31         |
| Общая длительность: | Общая длительность:                               | 18:36        |

## Участники записи
- R. Nattefrost — вокал, гитара, клавишные
- J. Nordavind — бэк-вокал, гитара, клавишные